# Piper PA-15 Vagabond
De Piper PA-15 Vagabond en de PA-17 Vagabond zijn lichte Amerikaanse eenmotorige hoogdekker vliegtuigen. De tweezitters hebben twee side-by-side zitplaatsen (naast elkaar). De eerste vlucht van de PA-15 was in 1948. Totaal zijn er van beide door Piper Aircraft 601 stuks gebouwd.

## Ontwerp en historie

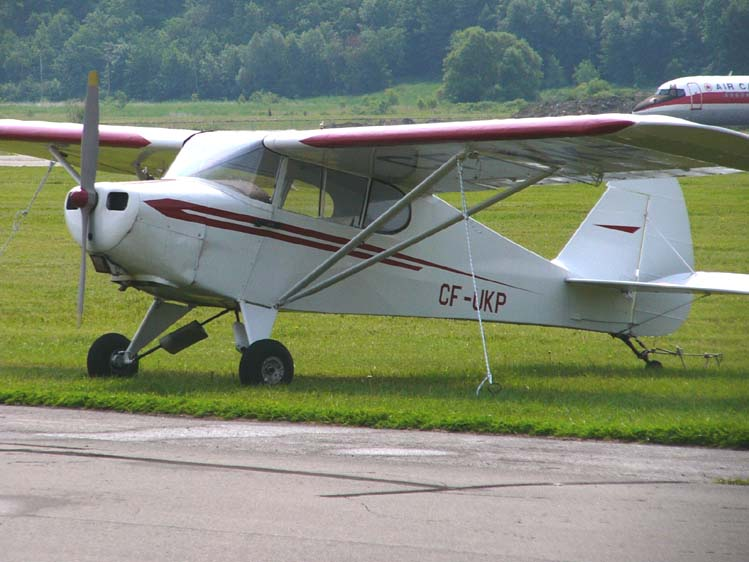
PA-17 (2006)

De PA-15 Vagabond is het eerste nieuwe ontwerp van Piper na de Tweede Wereldoorlog. Het ontwerp van de PA-15 is een directe afgeleide van de Piper Cub PA-11. De constructie bestaat uit een met doek bespannen metalen frame. De vleugels zijn niet vrijdragend en met stijlen bevestigd aan de romp. Het traditionele onderstel heeft een staartwielconfiguratie. De twee zitplaatsen bevinden zich in tegenstelling tot de Cub side-by-side in plaats van achter elkaar. De spanwijdte van de PA-15 is bijna 2 meter korter dan de Cub, hetgeen de PA-15 de bijnaam Short-wing Piper opleverde. De PA-15 wordt voortgedreven door een Lycoming viercilinder boxermotor van 65 pk. 
De Piper PA-17 Vagabond verschilde van de PA-15 door de dubbele besturing, extra shock-cord geveerd landingsgestel en Continental viercilinder boxermotor van 65 pk. 

## Varianten
PA-15 Vagabond
Side-by-side tweezitter met een 65 pk Lycoming O-145 viercilinder boxermotor, 387 gebouwd.
PA-17 Vagabond
Ook bekend onder de naam Vagabond Trainer. Een variant van de PA-15 met dubbel besturing, met shock-cord geveerd onderstel en een 65 pk Continental A-65-8 viercilinder boxermotor, 214 gebouwd.

### Piper PA-16 Clipper (vierzitter)

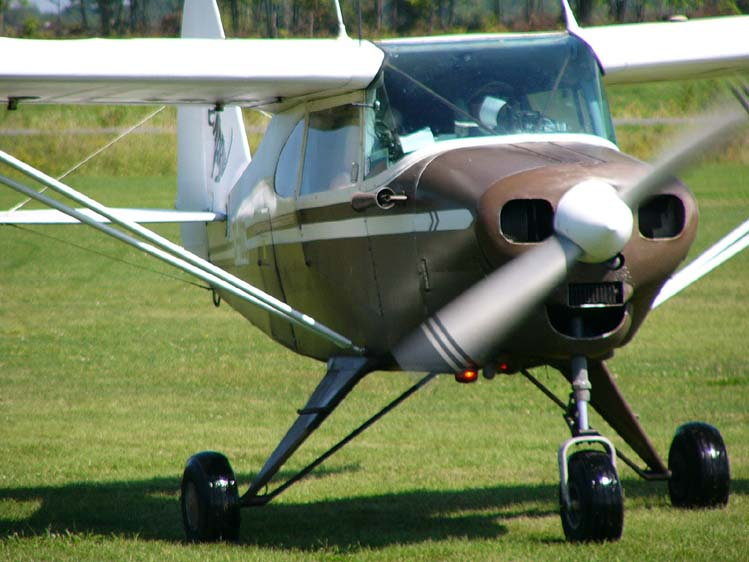
Piper Tri-Pacer met neuswiel

PA-16 Clipper
Variant op de PA-17 Vagabond met een 43 cm langere romp, vier zitplaatsen en een extra brandstoftank in de vleugel. Uitgerust met een viercilinder Lycoming O-235 boxermotor, 108 pk (81 kW). 750 kg startgewicht, kruissnelheid 188 km/u. Totaal 736 stuks gebouwd.
PA-20 Pacer
Variant op de PA-16 Clipper. Met flaps en de stuurknuppel is vervangen door een yoke (stuurwiel). Motoren van 115-135 pk. 1120 stuks gebouwd.
PA-22 Tri-Pacer, Colt & Caribbean
Varianten van de PA-16 met flaps, yoke en een driewielig onderstel in neuswielconfiguratie. Leverbaar met motoren van 106-160 pk. Startgewicht 907 kg, kruissnelheid 216 km/u. 9400 stuks gebouwd.

## Specificaties

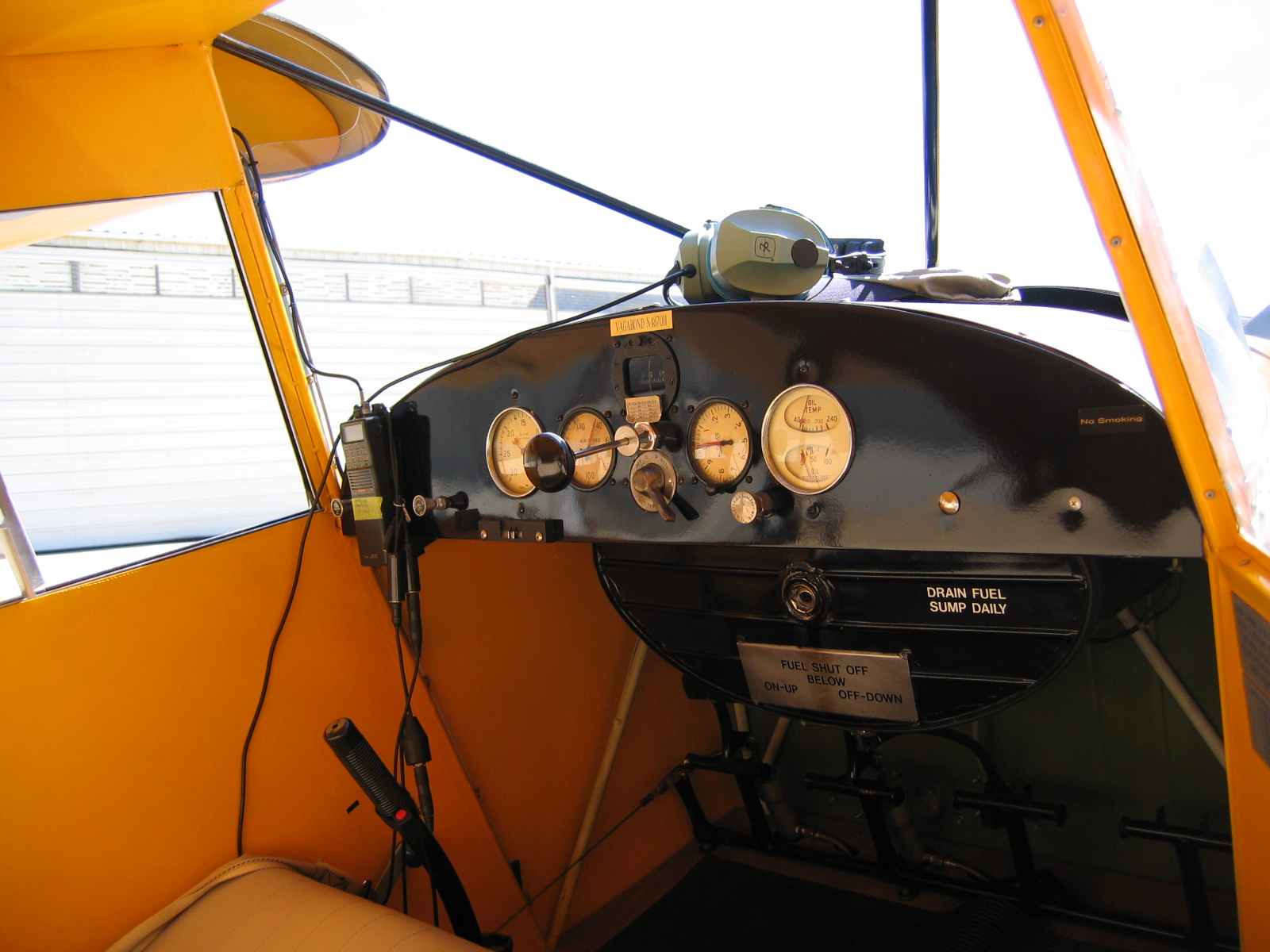
Cockpit van de PA-17

Specificaties (PA-15 & PA-17), voor zover niet vermeld in de infobox:
- Vleugelprofiel: USA 35B
- Maximum gewicht: 499 kg
- Propeller: tweeblads met vaste spoed

Prestaties:
- Maximumsnelheid: 160 km/u
- Overtreksnelheid: 72 km/u
- Klimsnelheid: 2,6 m/s
- Plafond: 3505 m
- Benodigde startbaanlengte: 274 m (los van de grond)

## Vergelijkbare vliegtuigen
- Cessna 120 en 140